# St. Andrä (Kärnten)

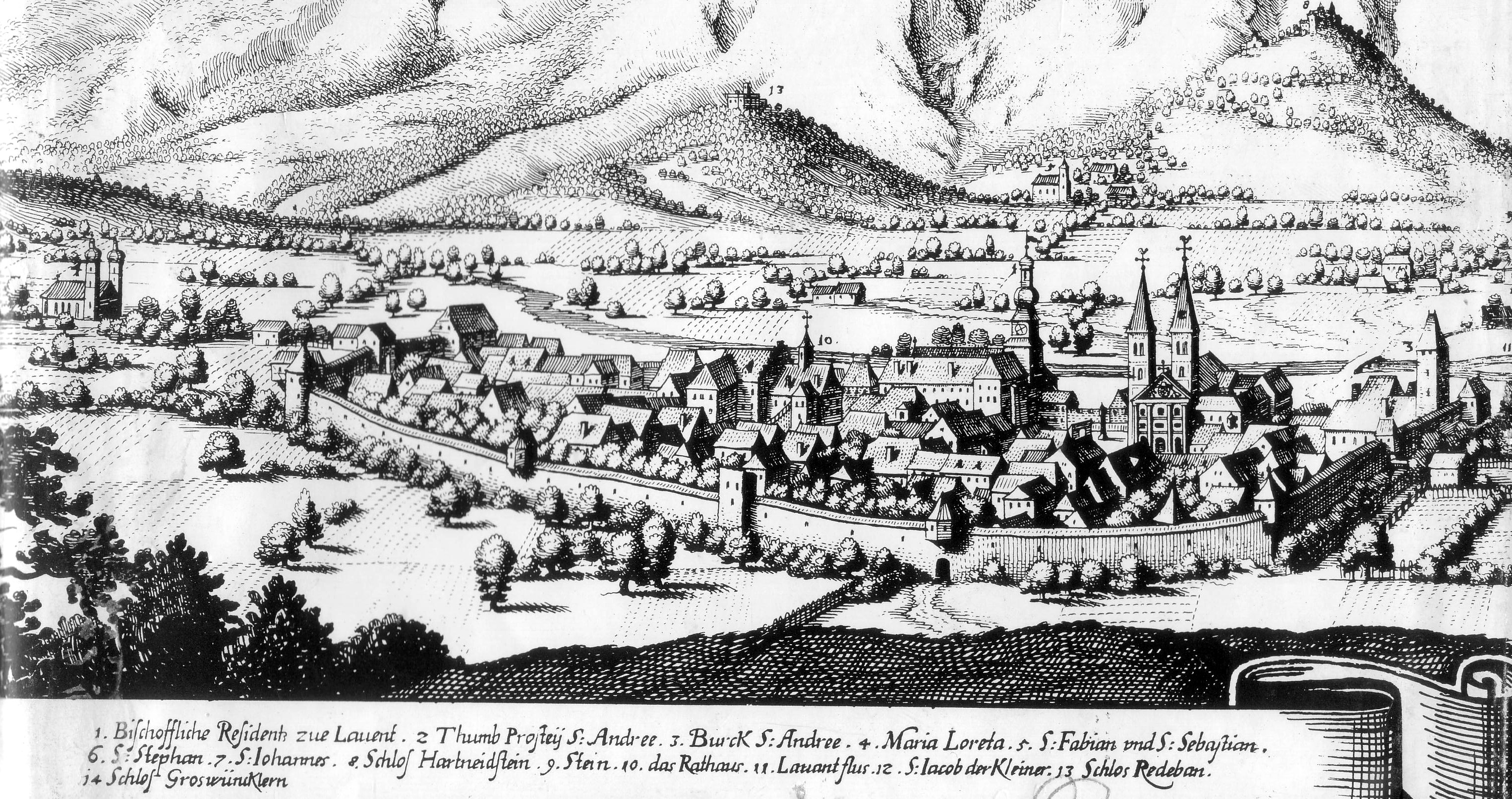
Alte Ansicht von St. Andrä (Kupferstich von Matthäus Merian) mit Pfarrkirche von St. Andrä, Lorettokirche (Nr. 4, links im Bild), Bischofsresidenz (1, links neben der Pfarrkirche) und Rathaus (10)

Sankt Andrä, amtlich St. Andrä, auch St. Andrä im Lavanttal (slowenisch: Šentandraž), ist eine Stadtgemeinde mit 9840 Einwohnern (Stand 1. Jänner 2025) im Bezirk Wolfsberg, Kärnten. Nachbargemeinden sind Wolfsberg, St. Paul und Sankt Georgen.

## Geographie
Das Gemeindegebiet umfasst einen Teil des Unteren Lavanttales, wo der Großteil der Bevölkerung wohnt, sowie den sanft ansteigenden und mit Streusiedlungen übersäten Osthang der Saualpe und den steilen und kaum besiedelten Westhang der Koralpe. Die Stadt St. Andrä liegt auf einem Hügel rund 30 m über dem Talboden.

### Gemeindegliederung

#### Entwicklung der Gemeinde St. Andrä
Im Jahre 1850 wurden die österreichischen Gemeinden nach dem Muster des „stabilen Katasters von 1817“ geschaffen. In den Jahren von 1850 bis 1875 kamen die selbstständigen Gemeinden Fischering, Gemmersdorf und Eitweg zur Gemeinde St. Andrä. 1881 wurden diese aber wieder – nun als zwei Gemeinden Eitweg und Fischering – von St. Andrä getrennt. In der Zeit nach dem Zweiten Weltkrieg wurde die Gemeinde Pölling auf die Gemeinden St. Andrä, St. Marein und Fischering aufgeteilt. Im Jahre 1973 gab es eine große Gemeindereform, durch die die Gemeinde St. Andrä aufgelöst wurde. An ihrer Stelle wurde die Großgemeinde St. Andrä gegründet, die viele der ehemaligen Nachbargemeinden umfasst. Die heutigen Katastralgemeinden sind mit den ehemals selbstständigen Gemeinden nicht identisch. Insgesamt gibt es in der Gemeinde 21 Katastralgemeinden mit 64 Ortschaften:
St. Andrä, Eitweg, Fischering, Gemmersdorf, Goding, Jakling, Kleinrojach, Kollegg, Mosern, Oberaigen, Pölling, Schönweg, Teichbauer, Dachberg, Eisdorf, Framrach, Langegg, Lindhof, Paierdorf, Winkling, Lamm.
| Großgemeinde St. Andrä nach der Gemeindegroßreform 1973 | Großgemeinde St. Andrä nach der Gemeindegroßreform 1973 |
| Ehem. Gemeinde                                          | Fläche in ha                                            |
| ------------------------------------------------------- | ------------------------------------------------------- |
| St. Andrä                                               | 726                                                     |
| Fischering                                              | 1575                                                    |
| Maria Rojach                                            | 1505                                                    |
| Eitweg                                                  | 2510                                                    |
| Schönweg                                                | 920                                                     |
| Pustritz (Teil)                                         | 1355                                                    |
| Granitztal (kl. Teil)                                   | 832                                                     |
| St. Paul (kl. Teil)                                     | 692                                                     |
| St. Stefan (kl. Teil)                                   | 137                                                     |
| St. Marein (kl. Teil)                                   | 793                                                     |
| St. Georgen                                             | 312                                                     |

| Bevölkerungsverteilung (Stand 31. Oktober 2011) | Bevölkerungsverteilung (Stand 31. Oktober 2011) | Bevölkerungsverteilung (Stand 31. Oktober 2011) | Bevölkerungsverteilung (Stand 31. Oktober 2011) | Bevölkerungsverteilung (Stand 31. Oktober 2011) | Bevölkerungsverteilung (Stand 31. Oktober 2011) | Bevölkerungsverteilung (Stand 31. Oktober 2011) | Bevölkerungsverteilung (Stand 31. Oktober 2011) |
| Ortschaften über 200 EW                         | Ortschaften über 200 EW                         | Ortschaften über 100 EW                         | Ortschaften über 100 EW                         | Ortschaften über 50 EW                          | Ortschaften über 50 EW                          | Ortschaften unter 50 EW                         | Ortschaften unter 50 EW                         |
| ----------------------------------------------- | ----------------------------------------------- | ----------------------------------------------- | ----------------------------------------------- | ----------------------------------------------- | ----------------------------------------------- | ----------------------------------------------- | ----------------------------------------------- |
| St. Andrä                                       | 1299                                            | Kleinrojach                                     | 198                                             | Kienberg                                        | 98                                              | Ragglach                                        | 49                                              |
| Jakling                                         | 792                                             | Mosern                                          | 180                                             | Kolleg                                          | 94                                              | Oberagsdorf                                     | 46                                              |
| Gemmersdorf                                     | 700                                             | Winkling-Nord                                   | 177                                             | Mühldorf                                        | 94                                              | Schönweg-Pustritz                               | 46                                              |
| Eitweg                                          | 682                                             | Wölzing-St. Andrä                               | 173                                             | Siebending                                      | 87                                              | Ragglbach                                       | 45                                              |
| Blaiken                                         | 530                                             | Langegg                                         | 170                                             | Kleinedling                                     | 82                                              | Winkling-Süd                                    | 35                                              |
| Wölzing-Fischering                              | 431                                             | Oberpichling                                    | 168                                             | Zellbach                                        | 82                                              | Völking                                         | 34                                              |
| Burgstall-Sankt Andrä                           | 410                                             | Paierdorf                                       | 164                                             | Aich                                            | 81                                              | Mitterpichling                                  | 29                                              |
| Magersdorf                                      | 408                                             | Messensach                                      | 152                                             | Unteragsdorf                                    | 79                                              | Langgen                                         | 26                                              |
| Maria Rojach                                    | 351                                             | Goding                                          | 148                                             | Dachberg                                        | 75                                              | Obereberndorf                                   | 26                                              |
| Sankt Ulrich                                    | 260                                             | Lindhof                                         | 147                                             | Pichling                                        | 70                                              | Oberaigen                                       | 23                                              |
| Pölling                                         | 214                                             | Unterrain                                       | 123                                             | St. Jakob                                       | 69                                              | Schaßbach                                       | 23                                              |
| Schönweg-St.Andrä                               | 214                                             | Mettersdorf                                     | 117                                             | Wimpassing                                      | 67                                              | Gönitz                                          | 22                                              |
|                                                 |                                                 | Lamm                                            | 113                                             | Untereberndorf                                  | 65                                              | Burgstall-Pölling                               | 20                                              |
|                                                 |                                                 | Framrach                                        | 103                                             | Farrach                                         | 64                                              | Pustritz                                        | 14                                              |
|                                                 |                                                 |                                                 |                                                 | Pirk                                            | 62                                              | Höfern                                          | 13                                              |
|                                                 |                                                 |                                                 |                                                 | Fischering                                      | 54                                              | Schobersberg                                    | 13                                              |
|                                                 |                                                 |                                                 |                                                 | Eisdorf                                         | 52                                              | Unteraigen                                      | 13                                              |
|                                                 |                                                 |                                                 |                                                 | Hainsdorf                                       | 52                                              | Reisberg                                        | 12                                              |
|                                                 |                                                 |                                                 |                                                 |                                                 |                                                 | Streitberg                                      | 11                                              |
|                                                 |                                                 |                                                 |                                                 |                                                 |                                                 | Tschrietes                                      | 1                                               |

### Nachbargemeinden
|              | Wolfsberg                                   | Frantschach-Sankt Gertraud |
| Griffen (VK) | Kompassrose, die auf Nachbargemeinden zeigt |                            |
|              | Sankt Paul                                  | Sankt Georgen im Lavanttal |

### Geologie
Die Gemeinde St. Andrä liegt in unterschiedlichen geologischen Zonen. Im Talboden herrschen vor allem Schotter und andere Flussablagerungen vor. Auch Molasse kommen häufig vor. Auf den Berghängen der Sau- und Koralpe ist meistens Gneis vorzufinden. Auf der Saualpenseite gibt es auch große Gebiete, in denen Glimmerschiefer und Quarz-Phyllite vorherrschen. Auch Zonen mit Marmor wurden auf der Koralpe gefunden; Reste eines römerzeitlichen Marmor-Steinbruchs finden sich im „Kalten Winkel“ nahe der Ortschaft Ragglbach. Zudem gibt es auf dem Dachberg reiche Lehmvorkommen, die schon im Mittelalter abgebaut wurden.

### Berge
Die Gemeinde St. Andrä hat eine maximale Höhe von 2140 m. Sie erstreckt sich im Westen auf die Saualpe und östlich auf die Koralpe (Großer Speikkogel). Zwischen diesen Bergen breitet sich eine große Talsohle aus. Dort gibt es nur wenige kleinere Erhebungen wie den Dachberg, der eine Höhe von 522 m hat, und die Ortschaft Zellbach auf zirka 600 m Höhe. Die gleichnamigen Ortschaften am Dachberg und in Zellbach sind Streusiedlungen und haben somit keinen Ortskern. Auf der Koralpe und auf der Saualpe gibt es sowohl Streusiedlungen als auch Siedlungen mit einem festen Ortskern, meist um die Pfarrkirche. Zu den Streusiedlungen auf der Saualpenseite gehören Kienberg und Kollegg. Die Ortschaften mit Ortskern sind dort Pölling, Schönweg und Lamm. Auf der Koralpenseite gibt es nur die Streusiedlung Goding.

### Flüsse

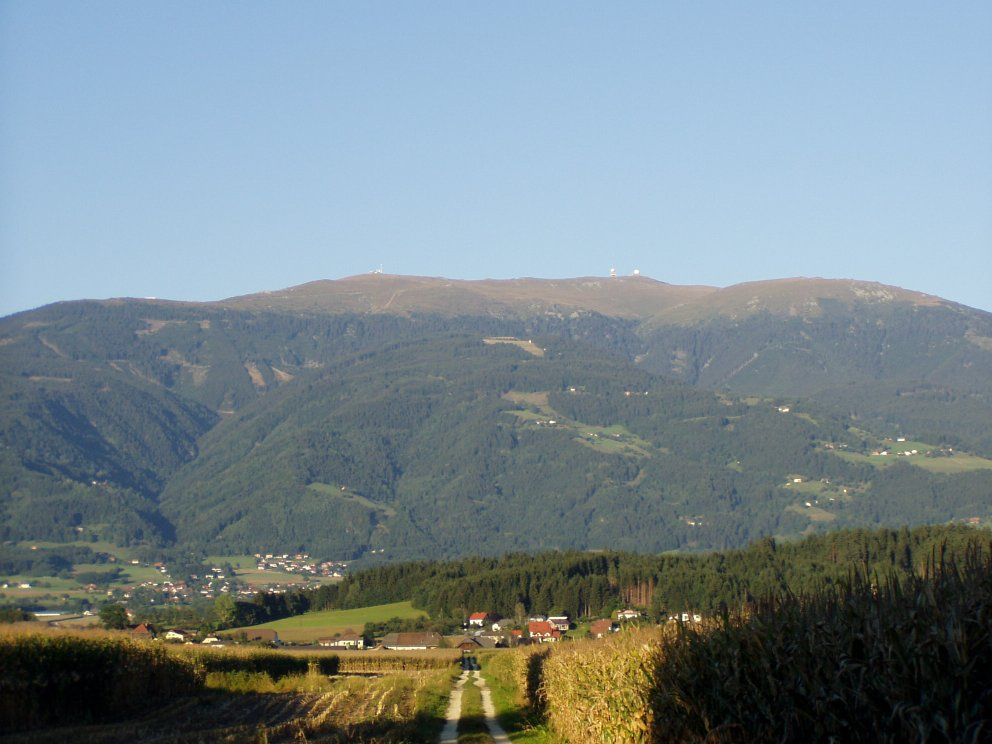
Koralpe

Der Hauptfluss des Lavanttales und damit auch der Gemeinde St. Andrä ist die Lavant. Die Lavant wurde im 20. Jahrhundert ausgiebig reguliert, so dass sie heute ein relativ gerade verlaufender Fluss ist. In regelmäßigen Abständen wurden in die Lavant zur besseren Kontrolle der Wasserführung Staustufen eingebaut, die man öffnen und schließen kann. Vor dieser Regulierung verlief die Lavant in großen Bögen, und die ganze Gegend war ein Sumpfgebiet. Die Lavant wird im Gemeindegebiet von St. Andrä durch zahlreiche kleinere Flüsse und Bäche gespeist. Diese entspringen entweder im Westen auf der Saualpe (Reisberger Bach, Woisbach, Pöllinger Bach, Lammerbach, Pustritzerbach), oder im Osten auf der Koralpe (Reidebenerbach, Werdenbach (bei der Mündung: Jaklinger Bach), Hahntrattenbach, Rojacher Bach und Ragglbach).

### Klima
|                        | Jan  | Feb  | Mär  | Apr  | Mai  | Jun  | Jul  | Aug  | Sep  | Okt  | Nov  | Dez  |   |      |
| Mittl. Temperatur (°C) | −3,5 | −1,1 | 3,8  | 8,7  | 14,1 | 17,2 | 19,0 | 18,0 | 13,5 | 8,5  | 2,5  | −2,1 | ⌀ | 8,3  |
| Mittl. Tagesmax. (°C)  | 0,7  | 5,1  | 10,9 | 15,9 | 21,3 | 24,2 | 26,4 | 25,5 | 20,9 | 14,9 | 6,8  | 1,2  | ⌀ | 14,5 |
| Mittl. Tagesmin. (°C)  | −6,6 | −5,2 | −0,9 | 3,1  | 8,0  | 11,3 | 12,9 | 12,6 | 8,8  | 4,7  | −0,2 | −4,5 | ⌀ | 3,7  |
|                        |      |      |      |      |      |      |      |      |      |      |      |      |   |      |
| Niederschlag (mm)      | 23   | 24   | 37   | 49   | 76   | 103  | 101  | 119  | 81   | 67   | 56   | 37   | Σ | 773  |
|                        |      |      |      |      |      |      |      |      |      |      |      |      |   |      |
| Luftfeuchtigkeit (%)   | 77,0 | 60,8 | 53,1 | 49,2 | 48,5 | 53,2 | 51,8 | 54,2 | 57,6 | 64,6 | 75,3 | 81,9 | ⌀ | 60,6 |

| −6,6 |

| −5,2 |

| −0,9 |

| 3,1 |

| 8,0 |

| 11,3 |

| 12,9 |

| 12,6 |

| 8,8 |

| 4,7 |

| −0,2 |

| −4,5 |

| −6,6 |

| −5,2 |

| −0,9 |

| 3,1 |

| 8,0 |

| 11,3 |

| 12,9 |

| 12,6 |

| 8,8 |

| 4,7 |

| −0,2 |

| −4,5 |

## Geschichte

### Mittelalter

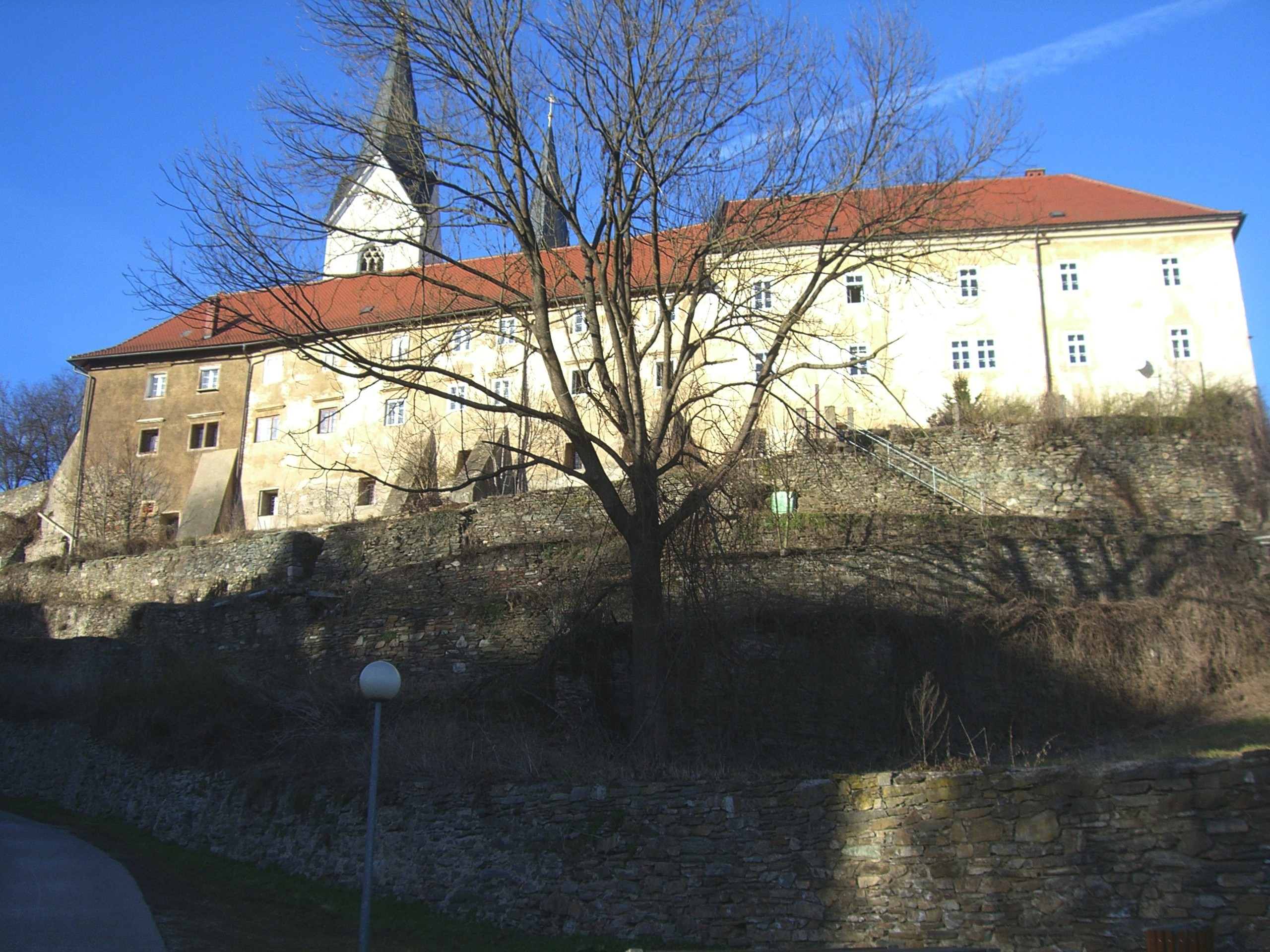
Stadtmauerreste entlang des Tränkweges

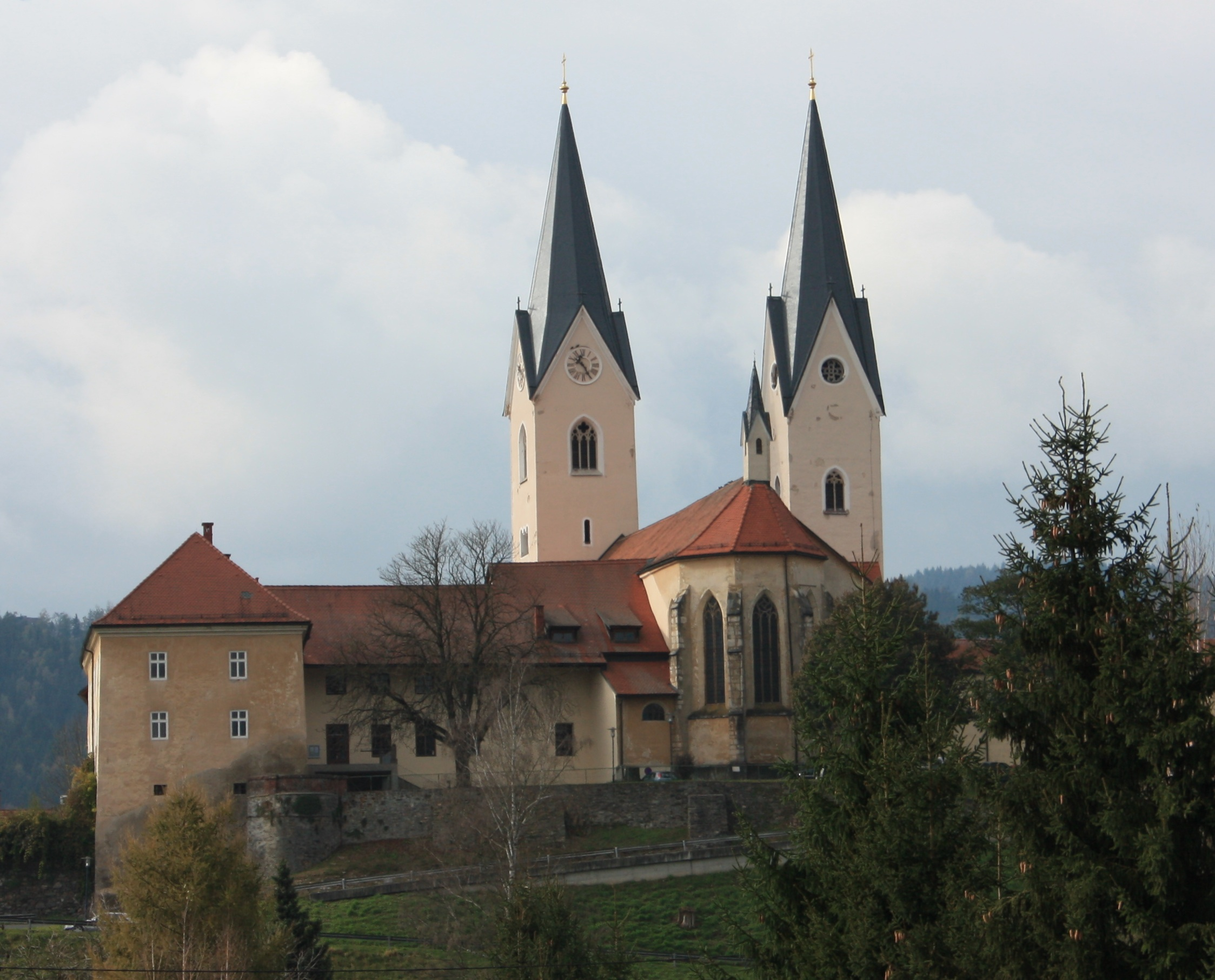
Dom- und Stadtpfarrkirche St. Andrä

Im Jahre 860 wird der Name „curtis ad Labantam“ (Hof an der Lavant) in einer Urkunde über die Besitzungen des Salzburger Erzbistums das erste Mal genannt. Dieser Hof war zu jener Zeit die Hauptortschaft des Lavanttales, wobei St. Andrä unter der weltlichen und geistlichen Herrschaft der Salzburger Erzbischöfe stand. Verwaltet wurde St. Andrä jedoch von einem Vizedom, dessen Sitz in Friesach lag. Die erste urkundliche Erwähnung der Pfarrkirche St. Andrä stammt aus dem Jahre 890.
In einer Urkunde des 12. Jahrhunderts erfährt man zum ersten Mal etwas über die anderen Ortschaften in der Umgebung von St. Andrä: Peirdorff (Paierdorf), Ober- und Niedergemondesdorff (Gemmersdorf), Meyingolosdorff (Magersdorf), Isachsdorff (Aggsdorf), Vramerich (Framrach), Itewic (Eitweg), Pirkelinger (Pirk), Sigmuntingen (Siebending) und Wimpozingen (Wimpassing). 1212 gründete Bischof Eberhard II. ein Augustiner-Chorherren-Stift. Der Propst des Stiftes war zugleich Erzdiakon und später zudem Stellvertreter des Bischofs von Lavant. Im Jahre 1228 gründete Bischof Eberhard II. auch das Bistum Lavant bei der Andreaskirche in St. Andrä. Die Andreaskirche wurde zur Bischofskirche erhoben. Ab 1318 trugen die Bischöfe von Lavant den Titel „Fürstbischof“.
In einer Urkunde des Jahres 1234 scheint die Ortschaft St. Andrä erstmals als Markt auf. 1289 wird der Ort als „civitas Lauentina“ (Stadt) erwähnt. Noch bis ins 13. Jahrhundert hatte St. Andrä den Namen „Lavant“. Danach wurde zunehmend die Andreaskirche das Zentrum von St. Andrä und somit wurde der Name zu St. Andrä geändert. 1339 erlaubte Herzog Albrecht II. die Befestigung der Stadt durch einen Graben und eine Stadtmauer, von der heute noch Teile zu sehen sind. Mehrmals wüteten Pestepidemien in St. Andrä, die zahlreiche Todesopfer forderten. 1417 wurde die Stadt durch die Türken belagert, und im Jahre 1480 nahmen die Truppen des Kaisers Friedrich III. St. Andrä ein, da der Kaiser im Streit mit dem Erzbischof von Salzburg lag. Im selben Jahr eroberten die Türken die Stadt noch einmal. Durch einen Überraschungsangriff des Wolfsberger Vizedoms Georg von Schaumburg konnten diese wieder vertrieben werden.

### Neuzeit
Um das Jahr 1570 herrschte in St. Andrä die Pest. Deswegen mussten die Gottesdienste in diesem Jahr im Freien abgehalten werden. Im 17. Jahrhundert wurde der frühere „Bischofshof“ zur ständigen Residenz des Bischofs ausgebaut. 1647 folgte die Errichtung der heutigen Wallfahrtskirche Maria Loreto. Das Kloster „Jungfrauen Kloster S. Dominici“ wurde 1673 gegründet. Eine Trivialschule erhielt die Stadt im Jahre 1775. Infolge der Napoleonischen Kriege verlor der Erzbischof von Salzburg 1803 auch seine Besitzungen von St. Andrä. St. Andrä wurde in den österreichischen Staat eingegliedert. 1809 erreichten französische Soldaten die Stadt und plünderten sie aus. Das Augustiner-Chorherrstift war bereits 1808 wegen Verschuldung aufgelöst worden. Nachdem bereits 1727 ein Großbrand St. Andrä verwüstet hatte, kam es auch 1821 und 1886 zu heftigen Feuersbrünsten in der Stadt.
1859 endete die Geschichte von St. Andrä als Bischofssitz. Der Sitz des Bistums Lavant wurde unter Bischof Martin Slomšek nach Marburg an der Drau verlegt. Der Kärntner Anteil an der Diözese wurde der Diözese Gurk zugeschlagen. Die Bischofsresidenz bekam der Jesuitenorden geschenkt.
1865 brannte ein großer Teil von Jakling (14 Häuser). 1872 wurde die Freiwillige Feuerwehr St. Andrä gegründet. 1873 erhielt St. Andrä eine erste, hölzerne Wasserversorgung. 1874 kam es zu einer Überschwemmungskatastrophe an der Lavant und den anderen Flüssen in der Gemeinde. Beide Brücken über den Mühlbach wurden vom Fluss weggerissen.

### 20. Jahrhundert
In den Jahren 1914 bis 1918 wurden zahlreiche Kirchenglocken aus St. Andrä für den Krieg eingeschmolzen. 1934 kam es während des Juliputsches zu heftigen Gefechten zwischen den Nationalsozialisten und dem Bundesheer. 1940 wurden die Jesuiten von den Nationalsozialisten aus der ehemaligen Bischofsresidenz vertrieben. 1945 quartierten sich dort die Engländer ein. Heute ist die ehemalige Bischofsresidenz ein Altersheim. 1972 bekam die Freiwillige Feuerwehr St. Andrä ein neues Feuerwehrhaus, das 2007 erweitert wurde.
1973 wurden die Gemeinden Eitweg, Fischering, Maria Rojach, Schönweg und St. Andrä zur Großgemeinde St. Andrä zusammengelegt. 
Im österreichischen Energieplan des Jahres 1976 war in St. Andrä eines von drei Kernkraftwerken in Österreich vorgesehen. Aufgrund der Proteste gegen das KKW Zwentendorf wurde dieses aber nie in Betrieb genommen und die Pläne für ein Kernkraftwerk im Lavanttal verworfen.

## Bevölkerung

### Bevölkerungsstruktur
Laut Volkszählung 2011 hatte die Stadtgemeinde St. Andrä 10.332 Einwohner. Die Verteilung zwischen der weiblichen und der männlichen Bevölkerung war mit 49,9 % Männern und 50,1 % Frauen nahezu ausgewogen. 14,6 % der Einwohner waren unter 15 Jahre, 18,9 % über 65 Jahre. Ausländer gab es auf dem Gemeindegebiet kaum, 97,6 % der Bevölkerung waren österreichische Staatsbürger.

### Bevölkerungsentwicklung
Von 1869 an stieg die Einwohnerzahl St. Andräs von 6.515 Einwohnern bis 2001 auf 10.719 Einwohner an. Die Wanderbilanz von −1 % wurde in den Jahren 1991 bis 2001 durch die Geburtenbilanz von 2,3 % wettgemacht. Bis zum Jahr 2018 sank die Einwohnerzahl auf 9.957 Einwohner.

## Kultur und Sehenswürdigkeiten
- Die Dom- und Stadtpfarrkirche St. Andrä hat einen gotischen Baustil. Als ehemalige Kathedrale des Bistums Lavant ist sie die Grabstätte vieler Bischöfe von Lavant. Erstmals erwähnt wurde sie 890 in einer Urkunde des Kaisers Arnulf als ad Lavantam ecclesiam sancti Andreae. Im 17. und 19. Jahrhundert wurden mehrere Bauveränderungen durchgeführt, wie zum Beispiel das Erhöhen der Mauern und das Hinzufügen des Kreuzgewölbes. Auch der Nordturm wurde erst später im Stil des älteren Turms hinzugefügt.

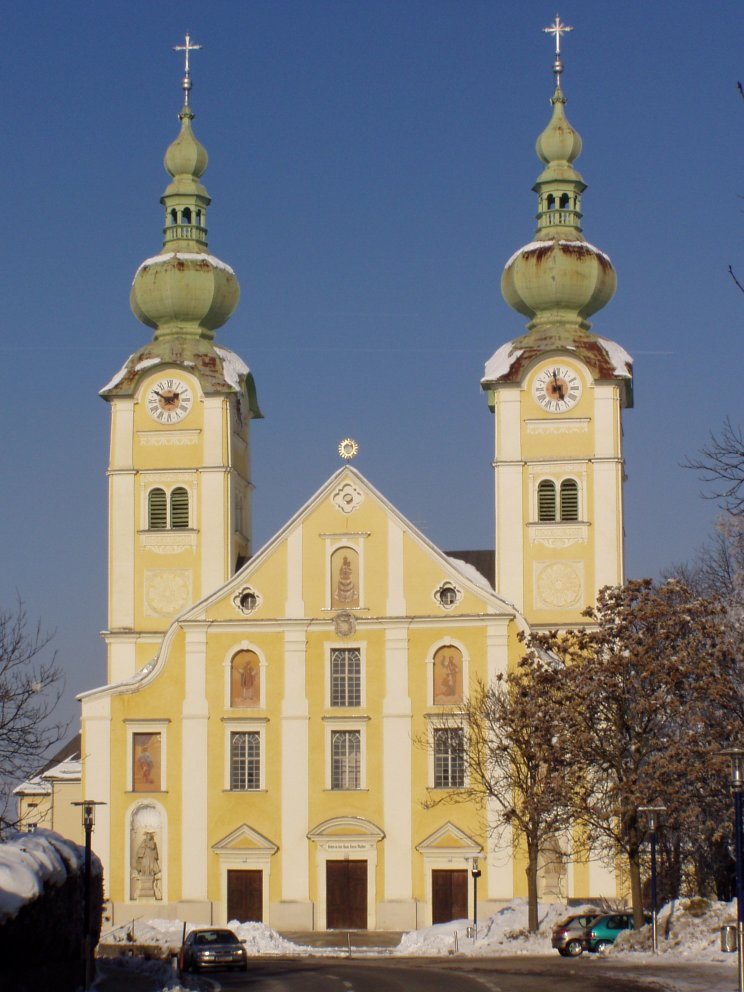
Wallfahrtskirche Maria Loreto

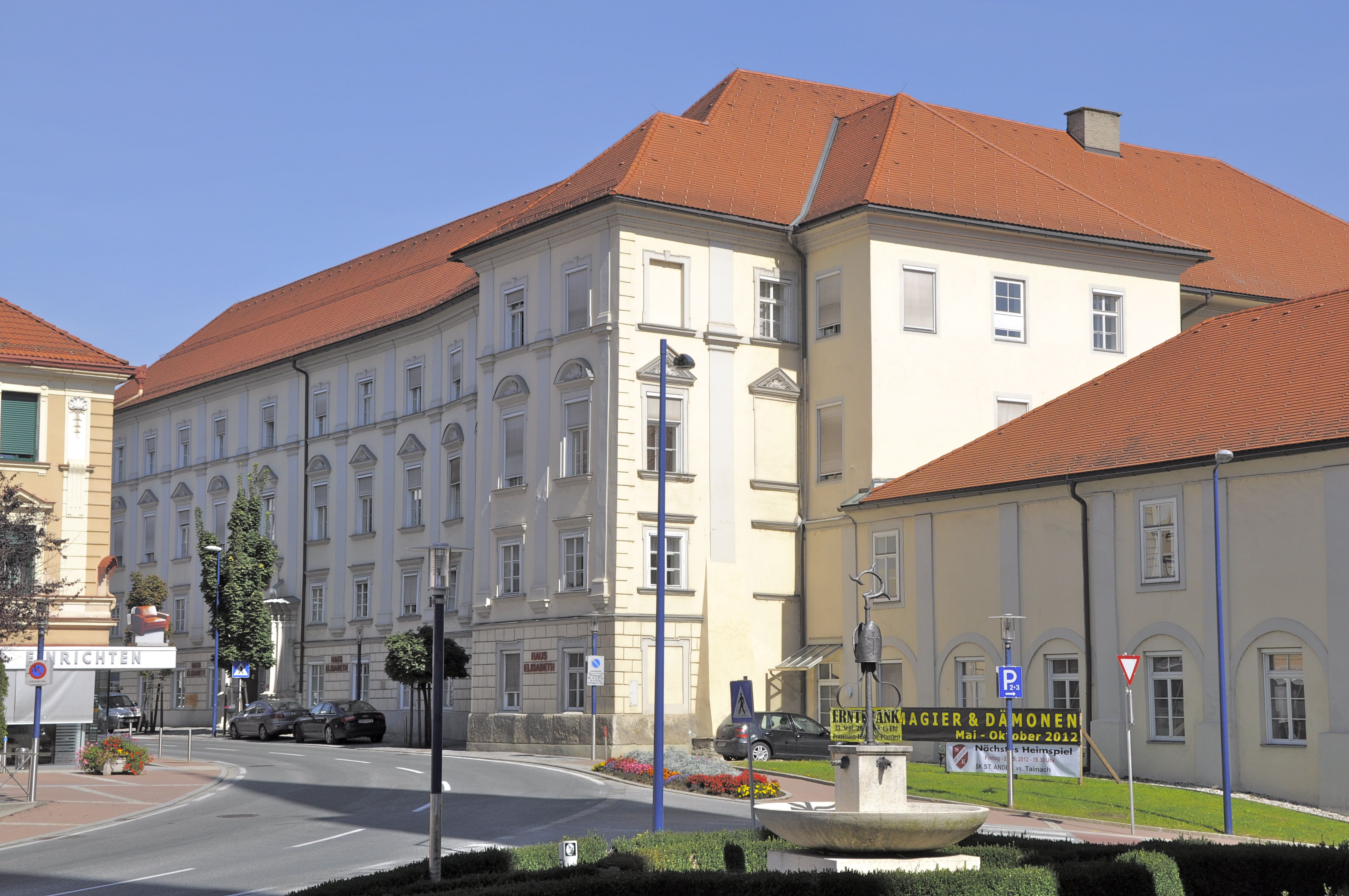
Ehemalige Residenz der Salzburger Fürstbischöfe (heute „Haus Elisabeth“)

- Auch die Wallfahrtskirche Maria Loreto gehört zu den Sehenswürdigkeiten in St. Andrä. 1647 wurde die kleine Loretto-Kapelle unter dem Fürstbischof Albert von Priamis erbaut und die Marienstatue hineingetragen. Die eigentliche Loretto-Kirche wurde 1656 unter Fürstbischof Caspar von Stadion nach italienischem Vorbild begonnen. Die Lorettokirche wurde ganz im Baustil Rokoko gebaut. An diese Kirche wurde im Jahr 1665 ein Dominikanerkloster angebaut. Die sechzig Meter hohen Türme wurden 1730 gebaut. Das Kloster wurde 1782 von Kaiser Joseph II. aufgehoben. 1785 wurde das ehemalige Klostergebäude an St. Andräer Bürger weiterverkauft und diente zeitweise als Brauerei. 1826 wurde das angebaute Klostergebäude dem Verfall preisgegeben, bis es 1868 von den „Töchtern der göttlichen Liebe“ gekauft und renoviert wurde. Die Kirche wurde 1860, nachdem das Bistum nach Marburg verlegt worden war, von den Jesuiten übernommen. Nachdem diese vom Naziregime vertrieben wurden, kehrten sie nach dem Zweiten Weltkrieg wieder zurück. In der Kirche befindet sich außerdem die Gruft von Bischof Caspar von Stadion. Die Kirche wurde im August 2014 zur Basilica minor erhoben.
- Das Jesuitenkloster von St. Andrä befindet sich am Schloss und Gut Kollegg am Saualpenhang.
- Der St. Andräer See ist ein Badesee zwischen den Ortschaften St. Jakob und Mettersdorf.
- Weil auf dem Gebiet der Gemeinde drei Römerstraßen verliefen, fand man häufig auch Römersteine. Diese Zeugnisse aus der Römerzeit sind im Torbogen, in der Vorhalle der ehemaligen Bischofsresidenz und in der Krypta der Pfarrkirche zu sehen.
- Die ehemalige Residenz der Bischöfe wird heute unter dem Namen „Haus Elisabeth“ als Altersheim genutzt. Sie wurde erst im 17. Jahrhundert als Bischofsresidenz errichtet, zuvor mussten die Bischöfe meist in Wolfsberg, Friesach und Twimberg residieren. Von 1859 bis 1960 war das Gebäude im Besitz der Jesuiten.
- Das Heimathaus Deiser in St. Ulrich beherbergt verschiedene altertümliche Gegenstände und viel Wissenswertes zum Lavanttal.
- Das Alte Stadttor (Tränktor) und Stadtmauerreste am ehemaligen Spital, an der Rückseite des Hauses Elisabeth und entlang des Tränkweges sind eindrucksvolle Zeugen der Vergangenheit.

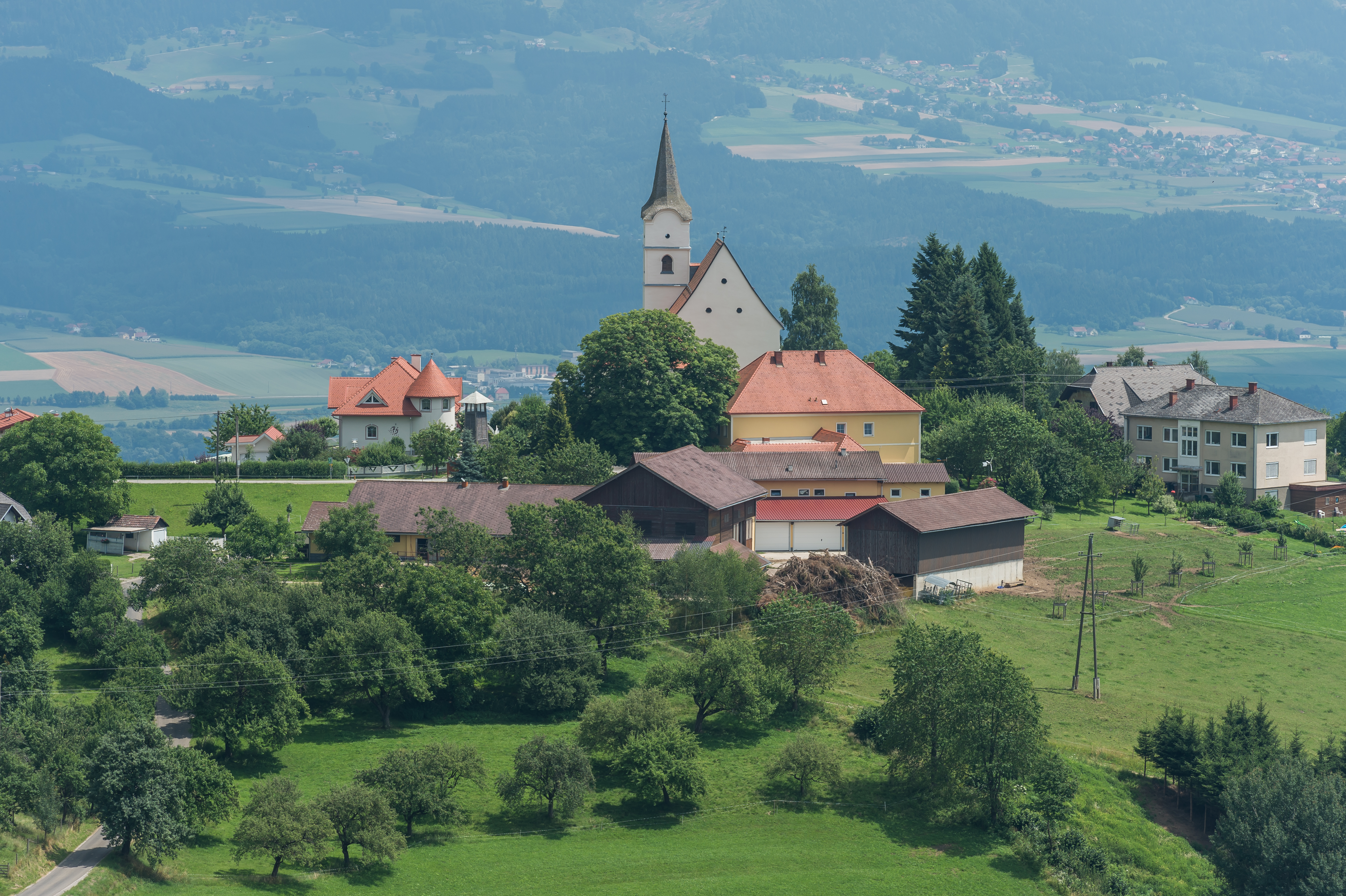
Pfarrkirche Pölling

- Die gotische Wallfahrtskirche Maria Rojach wurde erstmals 1314 erwähnt. Die ehemalige Wehrkirche wurde bei den Türkenbelagerungen 1480 stark zerstört. Der prachtvolle Hochaltar und die Seitenaltäre stammen aus der Barockzeit. Hauptattraktion ist aber ein prachtvoller spätgotischer Flügelaltar aus dem Jahr 1520.
- Die im Jahr 1619 erstmals erwähnte einschiffige Pfarrkirche hl. Georg in Lamm mit Pfarrhof steht auf einer Seehöhe von etwa 800 m.
- Katholische Pfarrkirche Pölling hl. Johannes der Täufer
- Katholische Pfarrkirche St. Ulrich an der Goding

## Veranstaltungen
Zu den meistbesuchten Veranstaltungen St. Andräs gehört das „Gackern“. Das jährlich im Spätsommer stattfindende Geflügelfest der Firma „Wech“ ist über die Grenzen Kärntens hinaus bekannt. Es findet eine Woche lang auf der Lorettowiese statt.
Auch der Wochenmarkt ist viel besucht. Jeden Samstag findet außerdem am Neuen Platz ein Wochenmarkt statt, wo Wurstwaren, Fisch, Obst, Gemüse etc. angeboten werden.
Während der Krippenausstellung im Dezember kommen zahlreiche Besucher, um Krippen aus der ganzen Umgebung zu sehen. Es werden über 100 Krippen in den Auslagen der Innenstadtgeschäfte ausgestellt.
Die St. Andräer Faschingssitzungen von der Faschingsgruppe Nia Gnua finden in der Faschingszeit im Kultursaal der Stadt statt. Sie sind kärntenweit sehr bekannt.

### Sport
- Der Fußballverein SK St. Andrä spielt in der Saison 2013/14 auf regionaler Ebene in der 1. Klasse. Das Fußballstadion des Teams liegt im Osten von St. Andrä. Der Verein wurde 1946 von aus dem Krieg heimkehrenden Soldaten gegründet. 1964 wurde durch den St. Andräer Bürgermeister Rudolf Kores und den Eitweger Bürgermeister Hannes Schweiger eine Interessengemeinschaft gegründet, die den bis dahin in privater Hand befindlichen Fußballplatz aufkaufte. Er wurde auf 99 Jahre dem Verein verpachtet. 1990 wurde von einem Landwirt in der Blaiken ein Grundstück (11.000 m²) gekauft, das man als Trainingsfeld benutzte und auch mit Flutlicht ausstattete. 2000 wurde auch ein neues Klubhaus für das Team errichtet. Ein weiterer Fußballklub befindet sich in Eitweg.
- 1979 wurde der Tennisklub St. Andrä gegründet, der sich im selben Jahr dem SK St. Andrä anschloss. Der Tennisplatz befindet sich im Südwesten der Stadt.
- In der Gemeinde existieren auch ein Eishockeyverein (EC Jakling), ein Volleyballverein, eine Handballsektion des SK St. Andrä (gegründet 1947) sowie die Dartclubs DC Triefnix und DC Ghostbusters.

## Wirtschaft und Infrastruktur

### Verkehr
Eine der Hauptverkehrsadern in der Stadtgemeinde St. Andrä ist die Südautobahn A 2, die von Klagenfurt durch das Lavanttal nach Graz verläuft. Die größte Landesstraße in der Gemeinde ist die Packer Straße B 70. Sie führt von Griffen im Südwesten über den mehr als 700 m hohen „Griffner Berg“ nach St. Andrä und weiter in die Bezirkshauptstadt Wolfsberg. Neben dieser existieren die St. Pauler Landesstraße, die durch St. Paul nach Lavamünd führt, und die Gemmersdorfer Straße, die am östlichen Rand des Tales die Ortschaften Gemmersdorf, St. Ulrich und Eitweg verbindet.
St. Andrä besitzt einen Bahnhof an der die Lavanttalbahn, die von St. Paul ausgehend nach Wolfsberg und weiter über Bad St. Leonhard nach Zeltweg verläuft. Im Jahr 1876 wurde beschlossen, eine normalspurige Nebenbahn im Lavanttal zu errichten. Die k.k. privilegierte Südbahngesellschaft begann am 1. Juli 1878 mit dem Bau. Der erste Zug fuhr die 38,09 km lange Strecke Unterdrauburg – St. Andrä – Wolfsberg am 4. Oktober 1879. Mit 1. Jänner 1899 übernahm die k.k. österreichische Staatsbahn die Lavanttalbahn.
Der Bahnhof der Koralmbahn im Lavanttal liegt an der Grenze zwischen den Gemeinden St. Andrä und St. Paul.

### Ansässige Unternehmen
Nach der Volkszählung 2001 gab es in St. Andrä 343 Arbeitsstätten mit 2.673 Arbeitsplätzen, davon sind 789 in der Sachgütererzeugung, 594 im Bauwesen und 282 im Handel. Es gab 510 land- und forstwirtschaftliche Betriebe, davon 161 im Haupterwerb, die 14.032 ha bewirtschafteten (1999).

### Tourismus

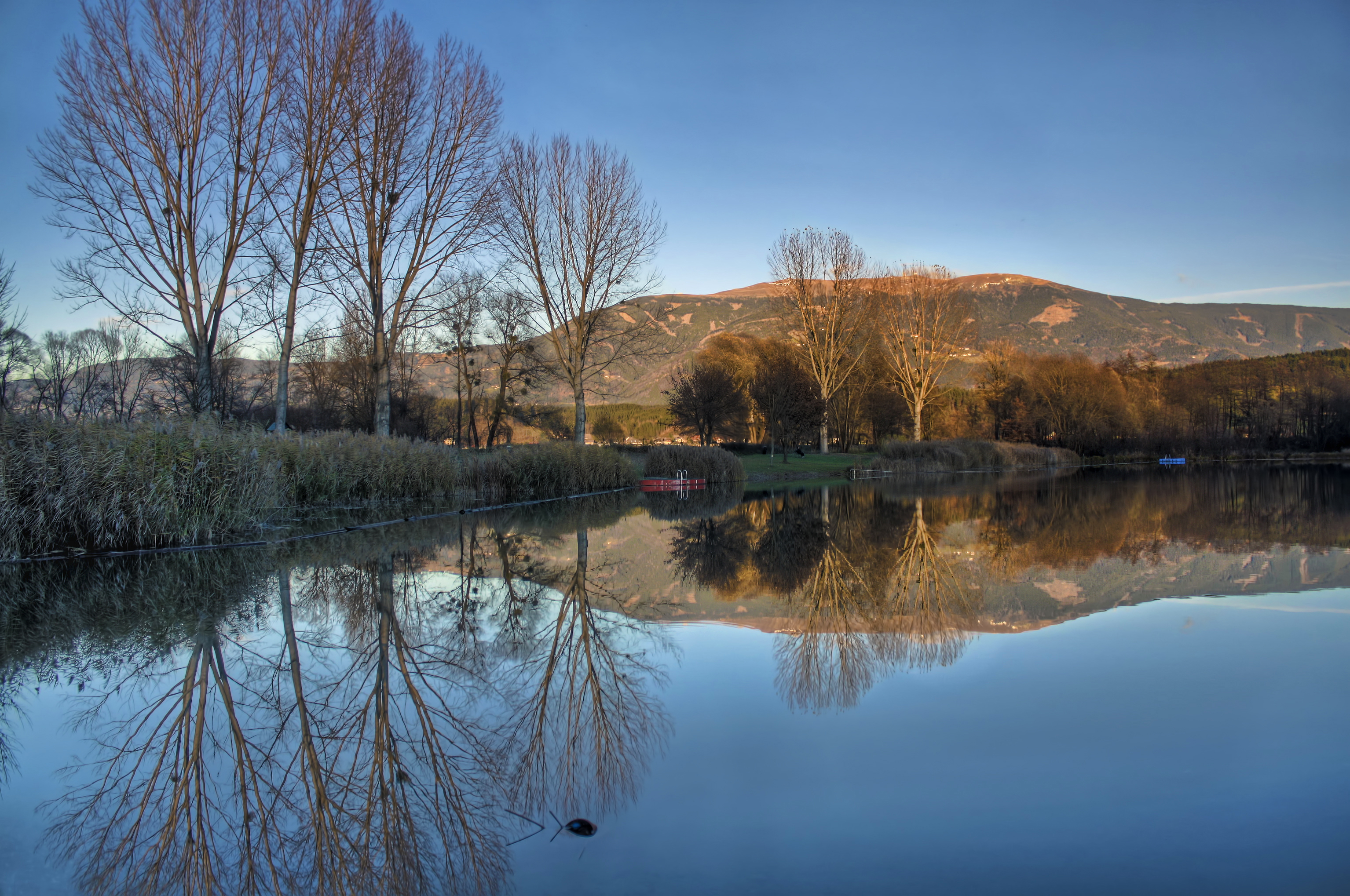
Freizeitanlage St. Andräer See

Durch die Gemeinde St. Andrä und das Lavanttal zieht sich der 54 km lange Lavant-Radweg R10, der an sonnigen Tagen viel befahren wird. St. Andrä verfügt außerdem über das Freibad St. Andräer See mit dazugehöriger Minigolfanlage, einen Fußballplatz, einen Tennisplatz und einen beliebten Reiterhof am Dachberg nahe Maria Rojach. Die vielen Wanderwege der Gemeinde und des Bezirkes Wolfsberg laden jährlich viele Wanderer auf eine Wandertour auf die Berge ein.

### Landwirtschaft

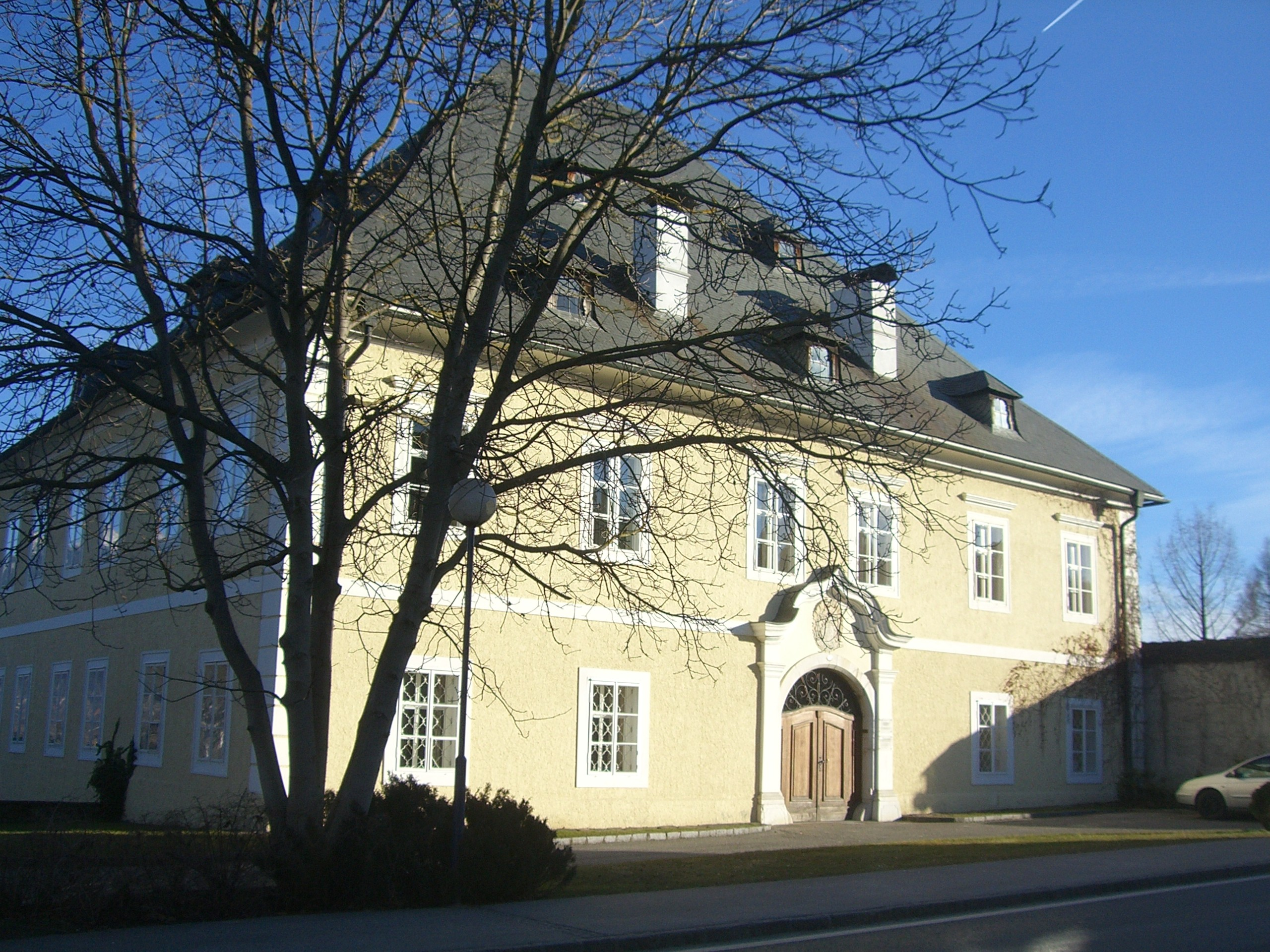
Ehemaliger Salzburger Pfleghof von St. Andrä

Im Jahr 1999 gab es in der Gemeinde St. Andrä 510 landwirtschaftliche Betriebe mit 14.832 ha Fläche. Zwischen 1995 und 1999 sank die Zahl der landwirtschaftlichen Betriebe um 11,6 %. Am Talboden betreiben die Landwirte zum Großteil Viehzucht und Getreideanbau – meist Mais oder Roggen. Es gibt auch einige Bergbauernhöfe an den Hängen der Saualpe, der Koralpe, des Dachbergs und in Zellbach. Sie betreiben meistens Viehwirtschaft oder Obstanbau. Selten haben sie auch kleine Getreideanbauflächen.

### Industrie, Handel und Gewerbe
In der Stadtgemeinde St. Andrä liegen vier Banken sowie zwei Industriebetriebe mit mehr als 200 Mitarbeiterinnen und Mitarbeitern. Der Lebensmittelhandel hat sich hingegen, abgesehen von kleineren Lebensmittelgeschäften, vom Ortszentrum an den Ortsrand verlagert. Im Süden von St. Andrä, nahe der Auffahrt auf die A 2, entstand in den letzten Jahren ein großes Industriegebiet. In diesen Betrieben der IGZ (Industrie- und Gewerbe-Zone) haben sich 23 Betriebe mit insgesamt 800 Angestellten angesiedelt. Es sind verschiedene Branchen vertreten: Zeitungsdruck (Media Print), Anlagenbau, Transportunternehmen, Zimmerei, Tischlerei, Fenstertechnik, Autowerkstätte und Autohandel, Farbenerzeugung, Postverteilerzentrum, Handelsbetriebe, Biomasseheizwerk, Anhängerbau, Trockenbau, Holz- und Steinbildhauerei. Die österreichweit bekannte Geflügelfirma Wech hat ihre Produktionsstätte in Kollegg am Saualpenhang. Ein weiteres großes Industriezentrum, in dem sich besonders Handwerksbetriebe niederließen, befindet sich in Maria Rojach. Weitere Klein- und Mittelbetriebe gibt es in der Gegend um Gemmersdorf, St. Ulrich und Eitweg.

## Versorgung mit öffentlichen Diensten

### Kirchen

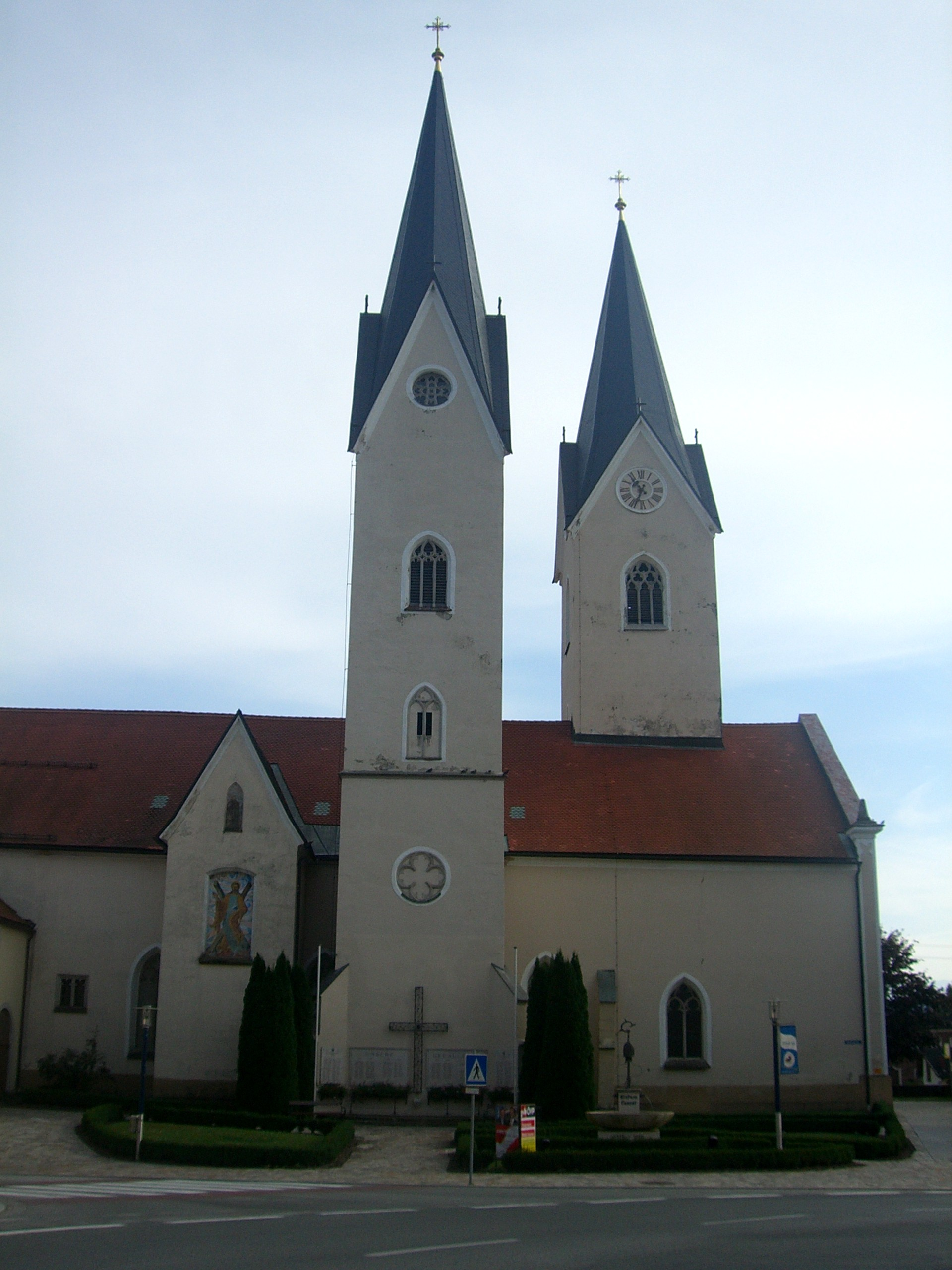
Pfarrkirche St. Andrä, ehemaliger Dom des Bistums Lavant

Auf dem Gemeindegebiet der Stadt St. Andrä bestehen die Pfarren
- St. Andrä (Pfarrkirche St. Andrä, Filialkirchen: St. Jakob, Schönweg, Jakling, Siebending, Fischering), Rektorat: Basilika Maria Loreto
- Maria Rojach (Filialkirche: Gemmersdorf)
- Lamm
- Pölling (Filialkirche: Tschrietes)
- St. Ulrich (Filialkirche: Reideben)

### Schulen
Die älteste Erwähnung einer Schule in St. Andrä stammt aus dem Jahr 1572. In einer Urkunde des Jahres 1582 wird erwähnt, dass es eine Lateinschule (der Vorläufer eines Gymnasiums) war. Im 18. Jahrhundert wurde diese durch Kaiserin Maria Theresia, wie alle anderen Lateinschulen, aufgelassen und Bischof Franz II. von Lavant schickte ein Bittschreiben an die Kärntnerische Landeshauptmannschaft, um die neue Schulform eines Gymnasiums in St. Andrä betreiben zu dürfen. Weil Bischof Franz II. zurücktrat und sein Nachfolger andere Interessen verfolgte, wurde das Ansuchen abgelehnt. Stattdessen wurde das Gymnasium in St. Paul gegründet. Zusätzlich zum örtlichen Gymnasium gab es bis 1859 ein Priesterseminar des Bischofs in St. Andrä.
Die Volksschule St. Andrä wurde als „Deutsche Schule“ mit den Fächern Religion, Lesen, Schreiben und Rechnen 1775 eröffnet. Bis 1811 gab es nur eine Klasse, danach kam eine zweite dazu.
Da bei der Feuersbrunst 1821 das alte Schulgebäude (Haus Nr. 35) abbrannte, wurden die Klassen auf verschiedene Häuser aufgeteilt. 1846 wurde das erste eigens für die Schule gebaute Schulgebäude errichtet. 1851 besuchten die Schule bereits 250 Schüler. Da die Schule streng religiös war, nahmen die Kinder an jeder kirchlichen Veranstaltung teil. Die Schule musste wegen der ständig steigenden Schülerzahlen mehrmals vergrößert werden. Wegen der sanitären Übelstände in der Schule wurde bis 1907 das neue, heutige Schulgebäude errichtet. In diesem Jahr gab es 412 Schüler in fünf Klassen, 1910 wurde sie sechsklassig.
In der Gemeinde gibt es heute sechs Volksschulen (mit Jahr der Eröffnung): Jakling (1964), Maria Rojach (1. 1815, 2. 1903), Pölling (1. 1876, 2. 1966, heute Expositur der VS St. Andrä), St. Andrä (1775), Schönweg (1911) St. Ulrich (1. 1870, 2. 1959).
Die Hauptschule St. Andrä wurde 1971 eröffnet. Seit 1962 gab es keine Volksschuloberstufen mehr, somit mussten alle Schüler die Hauptschule Wolfsberg besuchen. Dort explodierten die Schülerzahlen, sodass man sich 1967 für einen Bau einer Hauptschule in St. Andrä entschied. Zuerst reichte der Schulsprengel der Schule bis nach St. Paul und ins Granitztal, bis 1972 die St. Pauler Klassen dorthin verlegt wurden.
Die Privathauptschule des Klosters Maria Loreto (Töchter der Göttlichen Liebe) bekam 1883 als Mädchenvolksschule das Öffentlichkeitsrecht. 1920 gab es im Kloster auch eine Bürgerschule. 1927 wurde eine Hauptschule geführt. 1938, nach dem „Anschluss“ an das Deutsche Reich, wurde das Öffentlichkeitsrecht entzogen. Die Schwestern durften aber noch im Kloster bleiben. 1945 konnte die Privathauptschule den noch heute bestehenden Schulbetrieb wieder aufnehmen. 1966 wurde auch noch eine einjährige Haushaltungsschule eröffnet. Seit 2003 gibt es auch eine Fachschule für Sozialberufe im Klostergebäude Maria Loretto. Sie wird als eine Expositur des Kärntner Caritasverbandes geführt.
Die Landwirtschaftliche Fachschule St. Andrä wurde 1939 eröffnet und im aufgelösten Jesuitenkollegium untergebracht. 1940 kam sie in das Schloss Kollegg. Wegen der Kriegsereignisse musste die Schule 1943 geschlossen werden und die zwanzigjährigen Schüler in den Krieg ziehen. 1946 wurde das Jesuitenkollegium den Jesuiten zurückgegeben, und die Landwirtschaftsschule wurde 1959 neben der Obstbau – Versuchsanlage eröffnet. In diesem Gebäude ist auch ein Internat untergebracht.
Weiters gibt es im Gebäude des Kultursaales eine Musikschule.

### Post/Telegraph
Die ersten Urkunden über eine Postverbindung in St. Andrä gibt es aus dem Jahr 1784 in Form einer Postverbindung von Wolfsberg nach Lavamünd. Das erste Post- und Telegraphenamt gab es in St. Andrä in den Jahren 1841 bis 1897 im Haus Nr. 60. 1897 wurde es in das Haus Nr. 54 verlegt, und im Jahre 1950 wechselte die Post in das Haus Nr. 1 (Jesuitenkollegium). Schließlich wechselte die Post in ihr heutiges Gebäude im Gemeindeamt. In der Gemeinde St. Andrä existieren zwei Postämter und ein Postverteilerzentrum in Framrach.

### Wasserversorgung/Abwasserreinigung
Der erste Bau einer durchgehenden Wasserversorgung in St. Andrä fand im Jahre 1873 statt. In diesem Jahr wurde ein hölzernes Wasserreservoir errichtet. Schon im Jahr 1891 wurde dieses durch ein Reservoir aus Zement ersetzt. 1897 wurden schließlich auch die Wasserleitungen erneuert, da sie früher stets aus Holz bestanden. Nun wurden sie aus geschwefeltem Blei erbaut. Die alten Brunnen am nördlichen Stadttor standen den Einwohnern trotzdem noch zur Verfügung.
Im Jahre 1949 wurde die veraltete Anlage wiederum erneuert. Bei der Gemeindezusammenlegung von 1973 wurde das Wasserversorgungssystem für die gesamte Gemeinde erweitert.
Die erste Abwasserentsorgung fand im Jahr 1880 durch Steingutröhren statt. Die erste moderne Kanalisation wurde 1949 errichtet.

### Freiwillige Feuerwehr
Der erste „Feuerwehrverein“ wurde im Jahr 1872 gegründet, um einen organisierten Feuerschutz zu bieten. 1947 wurde das alte Feuerwehrhaus an der Packer Straße errichtet. Schon im Jahre 1972 entsprach dieses Feuerwehrhaus nicht mehr den modernen Ansprüchen und die Freiwillige Feuerwehr übersiedelte in ein neues Gebäude in der Nähe des Friedhofes von St. Andrä. Aufgrund neuer Aufgaben, vor allem im Katastrophenschutz, musste das Feuerwehrhaus 2007 erweitert werden.
Es existieren in der Gemeinde St. Andrä neun Freiwillige Feuerwehren: St. Andrä-Stadt, Fischering, Jakling, Eitweg, Gemmersdorf, Maria Rojach, Kollnitz, Schönweg, Pölling. Bis zum Jahr 2004 existierte im Dampfkraftwerk St. Andrä (ÖDK) auch noch eine Betriebsfeuerwehr.

### Polizei/Gendarmerie
1875 wurde in St. Andrä der erste Gendarmerieposten mit vier Gendarmen eingerichtet. Er war dem Bezirkskommando in Wolfsberg unterstellt. Während der Kärntner Volksabstimmung musste die Gendarmerie die Demarkationslinie bewachen. 1934 wurde die Gendarmen kurzzeitig von den Anhängern der NSDAP entwaffnet. Nach dem „Anschluss“ Österreichs wurde die Gendarmerie in den „Kameradschaftsbund deutscher Polizei“ eingegliedert. Während der Besatzung durch die Briten wurde an der Außenwand der Gendarmerie das Schild Military-Cov. Civil Police angebracht. 1965 übersiedelte die Polizei in das Haus Nr. 57. Am 1. Juli 2005 erfolgte die Zusammenlegung von Polizei und Gendarmerie.

### Altenpflege
Der Kärntner Caritasverband bietet alten Menschen Unterkunft und Pflege im Haus Elisabeth.

## Politik

### Stadtrat und Bürgermeister
Der Stadtrat (Stadtregierung) hat sieben Mitglieder. Direkt gewählter Bürgermeister war von 1997 bis 2020 Peter Stauber (SPÖ). 2020 folgte ihm Maria Knauder (SPÖ) in diesem Amt nach.

### Gemeinderat
Der Gemeinderat besteht aus 31 Mitgliedern.
- Mit der Gemeinderatswahl 2015 hatte der Gemeinderat folgende Verteilung: 16 SPÖ, 9 FPÖ, 5 ÖVP und 1 Grüne.[11]
- Mit der Gemeinderatswahl 2021 hat der Gemeinderat folgende Verteilung: 13 SPÖ. 7 ÖVP, 7 FPÖ.[12]

### Wappen
Die Führung eines Stadtsiegels für St. Andrä ist in einer Urkunde vom 4. August 1538 belegt, das Siegel selbst ist erst an Urkunden seit dem 10. April 1560 erhalten und entstammt formenmäßig auch erst dieser Zeit. Als Motiv findet sich darauf der stehende bärtige St. Andreas mit Andreaskreuz und Buch. Merian hingegen bildete 1649 nur den schräglinken Bindenschild als Wappen ab, der offensichtlich die hintere Hälfte des Lavanttaler Bistumswappen abwandelte. Im weiteren Verlauf des 17. Jahrhunderts kam das Motiv mit dem aus dem Bindenschild wachsenden Stadtpatron auf, was auf zwei originalen Siegelstöcken sowie auf einer Fahne aus dem 19. Jahrhundert erhalten ist. Weil der Heilige als Schildhalter interpretiert wurde, wurde jedoch in der Regel für Wappendarstellungen nur der wenig signifikante Bindenschild verwendet.
Das Recht zur Führung eines Wappens und einer Fahne wurde der Stadtgemeinde am 29. Mai 1970 durch die Kärntner Landesregierung bestätigt. Anlässlich der Zusammenlegung der „alten“ Stadtgemeinde mit vier weiteren Altgemeinden und dem Anschluss weiterer acht Gemeindeteile zur neuen Großgemeinde St. Andrä im Jahr 1973 wurden Wappen und Fahne am 12. September 1973 neu verliehen. Bei der Neuverleihung wurde der Apostel Andreas als Namens- und Stadtpatron wieder in das Wappen übernommen.
Die Blasonierung des Wappens lautet: „In Blau ein bärtiger Heiliger (St. Andreas) mit grauen Haaren und goldenem Heiligenschein, weißem Hemd und grünem Gewand, ein braunes Andreaskreuz in der Linken und ein blaues Buch in der vor sich angewinkelten Rechten, aus einem roten Schild mit einem weißen Schräglinksbalken wachsend.“
Die Fahne ist Weiß-Rot mit eingearbeitetem Wappen.

### Städtepartnerschaften
Die Partnerstadt von St. Andrä ist seit 1997 Jelsa auf der Insel Hvar in Kroatien.
Seit 2023 gibt es eine Städtepartnerschaft mit Manzano bei Udine. In der Stadt befindet sich die bekannte Abbazia di Rosazzo.

## Persönlichkeiten

### Söhne und Töchter der Stadt
- Johann Andreas von Rosenberg (1600–1667), Adeliger
- Rudolf Pongratz (1831–1915), Landwirt und Politiker
- Friedrich von Hausegger (1837–1899), Musikwissenschaftler und Musikschriftsteller
- Josef Ottitsch (1844–1919), Gutsbesitzer und Politiker, Mitglied des Abgeordnetenhauses 1879–1882[14]
- Leopold Pongratz (1850–1929), deutschnationaler Politiker
- Anton Payer (1853–1883), Buddhist
- Leopold Pötsch (1853–1942), Lehrer
- Peter Quendler (1936–2011), Entwicklungshelfer, Caritas-Mitarbeiter
- Alfred Kollmann (* 1947), Politiker der SPÖ
- Werner Breithuber (* 1951), Beamter und Politiker (SPÖ)
- Roman Rupp (* 1964), Skirennläufer
- Jürgen Ozwirk (* 1988), Abgeordneter zum Kärntner Landtag
- Fabian Hafner (* 1993), Fußballspieler

### Mit der Stadt verbundene Persönlichkeiten
- Daniel Fellner (* 1977), Politiker (SPÖ)
- Maria Knauder (* 1971), Bürgermeisterin von St. Andrä seit 2020 (SPÖ)
- Carlo Maria Martini (1927–2012), Erzbischof von Mailand und Kardinal, Jesuitenausbildung in St. Andrä
- Klaus Paier (* 1966), Akkordeonist, Bandoneonist und Komponist
- Paracelsus (1493–1541), Mediziner, Schüler an der Domschule St. Andrä
- Hannes Primus (1976–2025), IT-Koordinator und Politiker (SPÖ)
- Karl Rahner (1904–1984), Theologe und Universitätsprofessor, Jesuitenausbildung in St. Andrä
- Gerfried Sitar (* 1968), Stadtpfarrer und Dechant, Museumsdirektor und Autor
- Peter Stauber (* 1953), Politiker (SPÖ)
- Paul Waschner (1818–1881), von 1855 bis 1867 Bürgermeister der Gemeinde St. Andrä